# 土地調査庁
土地調査庁（とちちょうさちょう）は、琉球政府法務局の外局。土地の調査測量や所有者不明の土地の管理を目的とする。沖縄戦により、土地台帳等が滅失してしまったり、地形そのものが爆撃等で変容してしまった。そのため土地の所有権を明確に確定すべく、沖縄民政府に設置された。ここでは、土地所有権証明書を発行したり、地籍調査を実施したりした。
復帰後は、沖縄県や建設省国土地理院などに業務を移管した。

## 沿革
- 1946年4月　沖縄民政府総務部に「土地課」を設置。
- 1950年11月　沖縄群島政府法務部に「土地課」を移管。
- 1951年4月　「中央土地事務所」を設置。
- 1952年1月　「中央土地事務所」を琉球臨時中央政府に移管。
- 1952年4月　琉球政府設置に伴い、法務局の附属機関となる。
- 1953年4月　「沖縄土地事務所」と改称し、法務局の支分部局となる。
- 1962年8月　「臨時土地調査部」に改組される。
- 1965年8月　「臨時土地調査庁」に改組し、法務局の外局となる。
- 1970年10月　「土地調査庁」に改称する。

## 組織
土地調査庁の組織は以下の通りである（1972年5月14日現在）。

### 内部分課
- 総務課
- 測量課
- 調査課

### 支分部局
- 名護土地調査事務所
- 宮古土地調査事務所